# Odynerus simillimus
Odynerus simillimus is een vliesvleugelig insect uit de familie van de plooivleugelwespen (Vespidae). De wetenschappelijke naam van de soort is voor het eerst geldig gepubliceerd in 1867 door Morawitz.